# Ирматов, Шермат
Шермат Ирматов (1900, кишлак Яркишлак, Ферганская область, Российская империя — ?) — советский государственный деятель, народный комиссар юстиции и прокурор Узбекской ССР (1930—1932).

## Биография
Родился в семье дехканина. Окончил вечерние курсы.
Член РКП(б) с 1918 г.
В 1916 г. — работал в чайхане. В сентябре 1916—1917 гг. — чернорабочий на железной дороге.
В 1918—1924 гг. — подручный котельщика на железной дороге г. Коканд. В конце 1917 г. — вступил в отряд Красной гвардии.
В начале 1918 г. — участник уличных боев в Коканде при разгроме так называемой «Кокандской автономии». В 1924—1928 гг. — котельщик депо № 1 Кокандского участка железной дороги.
В 1924—1925 и 1927—1928 гг. — член бюро ячейки ВКП(б) на желензной дороге, г. Коканд.
- 1926—1927 гг. — заведующий клубом железнодорожников, г. Коканд,
- 1926 г. — председатель Кокандского профсоюза железнодорожников,
- 1925—1928 гг. — член Ферганской окружной Контрольной Комиссии,
- 1928—1929 гг. — заместитель Наркома здравоохранения Узбекской ССР,
- 1929—1930 гг. — председатель Верховного Суда Узбекской ССР,
- 1930—1932 гг. — нарком юстиции Узбекской ССР, прокурор Узбекской ССР.

Участник Великой Отечественной войны.
Избирался членом ЦК КП(б) Узбекистана.

## Награды и звания
Орден Отечественной войны I степени (1985).